# Koaly a vombati
Koaly a vombati (Vombatiformes) představují velký taxon (podřád) dvojitozubých vačnatců.

## Systematika a evoluce
Koaly a vombati (Vombatiformes) jsou pokládáni za bazální taxon dvojitozubých vačnatců (Diprotodontia), tedy jako sesterská skupina vůči kuskusům (Phalangeroidea/Phalangeriformes s. s.), possumům a příbuzným (Petauroidea/Petauriformes) a klokanům (Macropodiformes/Macropodoidea), jejichž vzájemné příbuzenské vztahy zůstávají sporné.
V současnosti zahrnují pouze dvě nepočetné čeledi: koalovití (Phascolarctidae) a vombatovití (Vombatidae), jež mohly divergovat před asi 37 miliony lety. Dnes obě tyto čeledi dohromady zahrnují čtyři druhy ve třech rodech. Jejich charakteristické znaky představuje zkrácení lebky, zakrnělý ocas a vak otevírající se směrem nazad. U vombatů došlo ke kompletní redukci špičáků. Koala představuje stromového savce, zatímco vombati se zdržují na zemi.
Počet druhů i rozmanitost tělních forem v rámci Vombatiformes však byla v prehistorii podstatně větší a řadí se sem i několik megafaunálních druhů, mj. největší známý vačnatec rodu Diprotodon, stejně jako rod Thylacoleo, jenž v ostrém kontrastu s dnešními býložravými druhy představoval vačnatý ekvivalent velkých šelem. Obě tato zvířata přežívala ještě v pleistocénu.
Níže je shrnuta jedna z možných systematik podřádu Vombatiformes, zahrnující i vyhynulé taxony na úrovni podčeledí:
- podřád Vombatiformes
  - infrařád Phascolarctomorphia
    - čeleď Phascolarctidae

  - infrařád Vombatomorphia
    - čeleď Vombatidae
    - čeleď † Ilariidae
    - čeleď † Wynyardiidae
    - čeleď † Thylacoleonidae
    - čeleď † Maradidae
    - nadčeleď Diprotodontoidea
      - čeleď † Diprotodontidae
        - podčeleď † Zygomaturinae
        - podčeleď † Diprotodontinae

      - čeleď † Palorchestidae

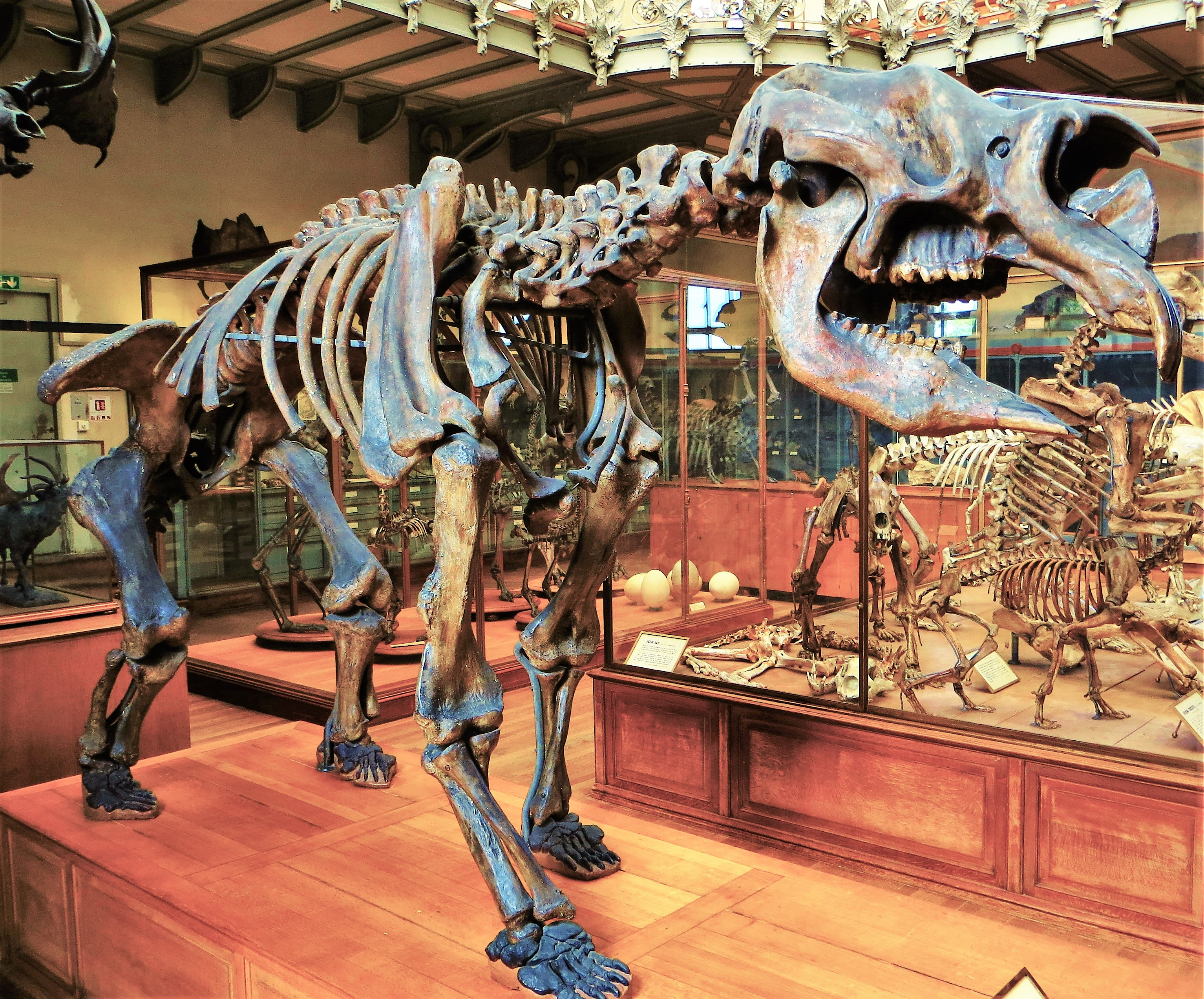
Kostra rodu Diprotodon

Za popisnou autoritu je pokládán Burnett (1830).